# 3195 Fedcsenko
A 3195 Fedchenko (ideiglenes jelöléssel 1978 PT2) a Naprendszer kisbolygóövében található aszteroida. Nyikolaj Sztyepanovics Csernih fedezte fel 1978. augusztus 8-án.